# 北京中轴线

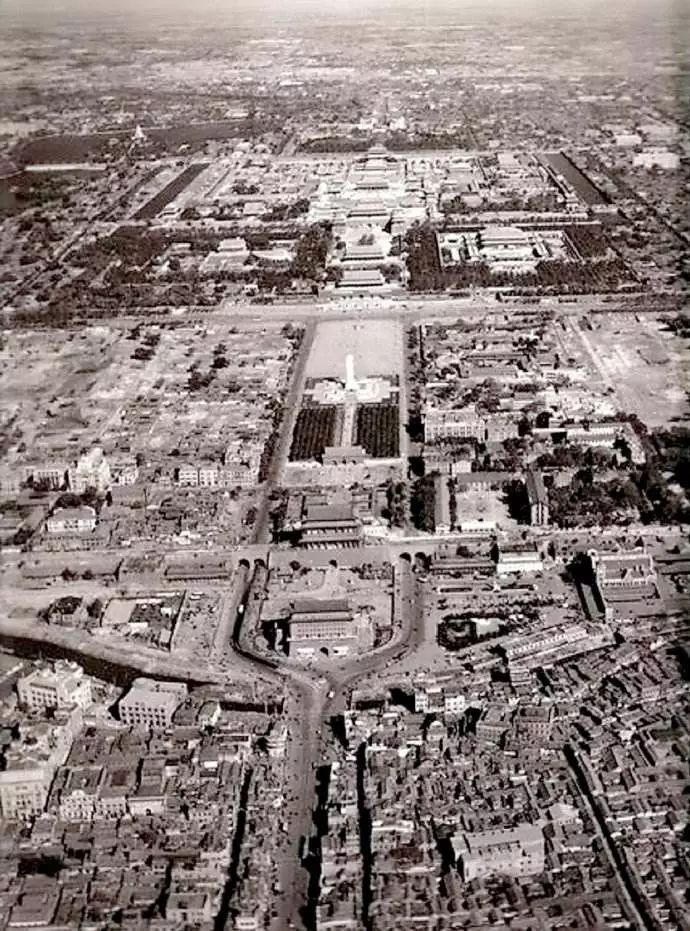
1958年至1959年间的北京中轴线

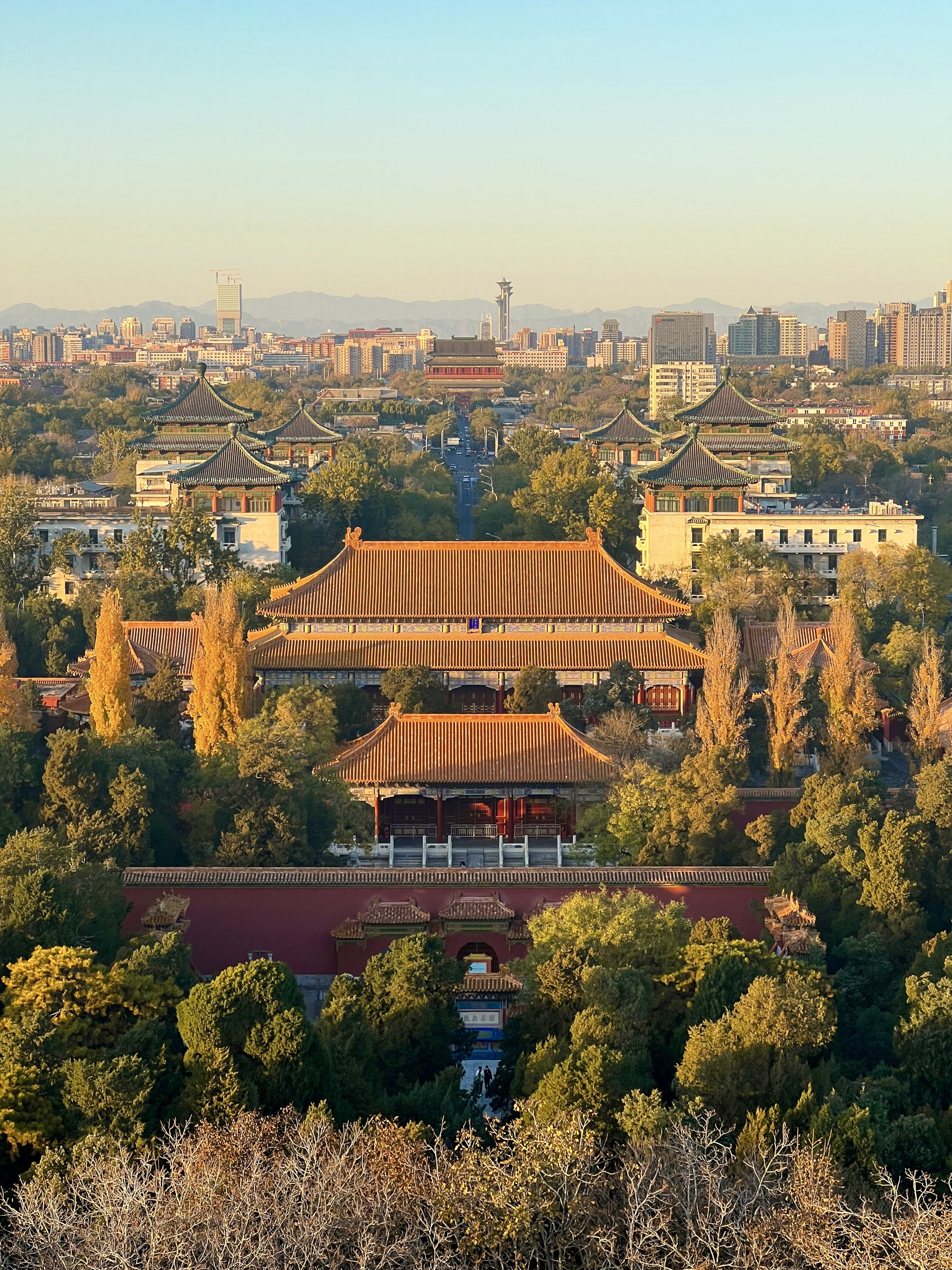
从景山向北沿着中轴线的北京天际线，前景大殿为寿皇殿，地安门大街路口、鼓楼依次排开

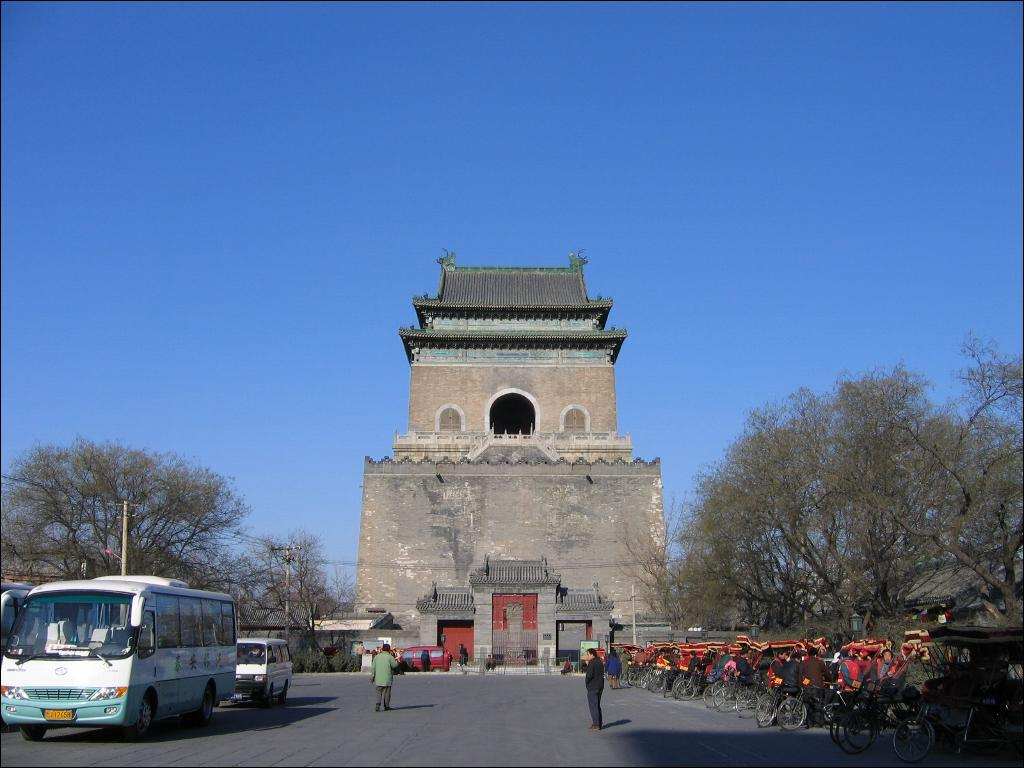
钟楼

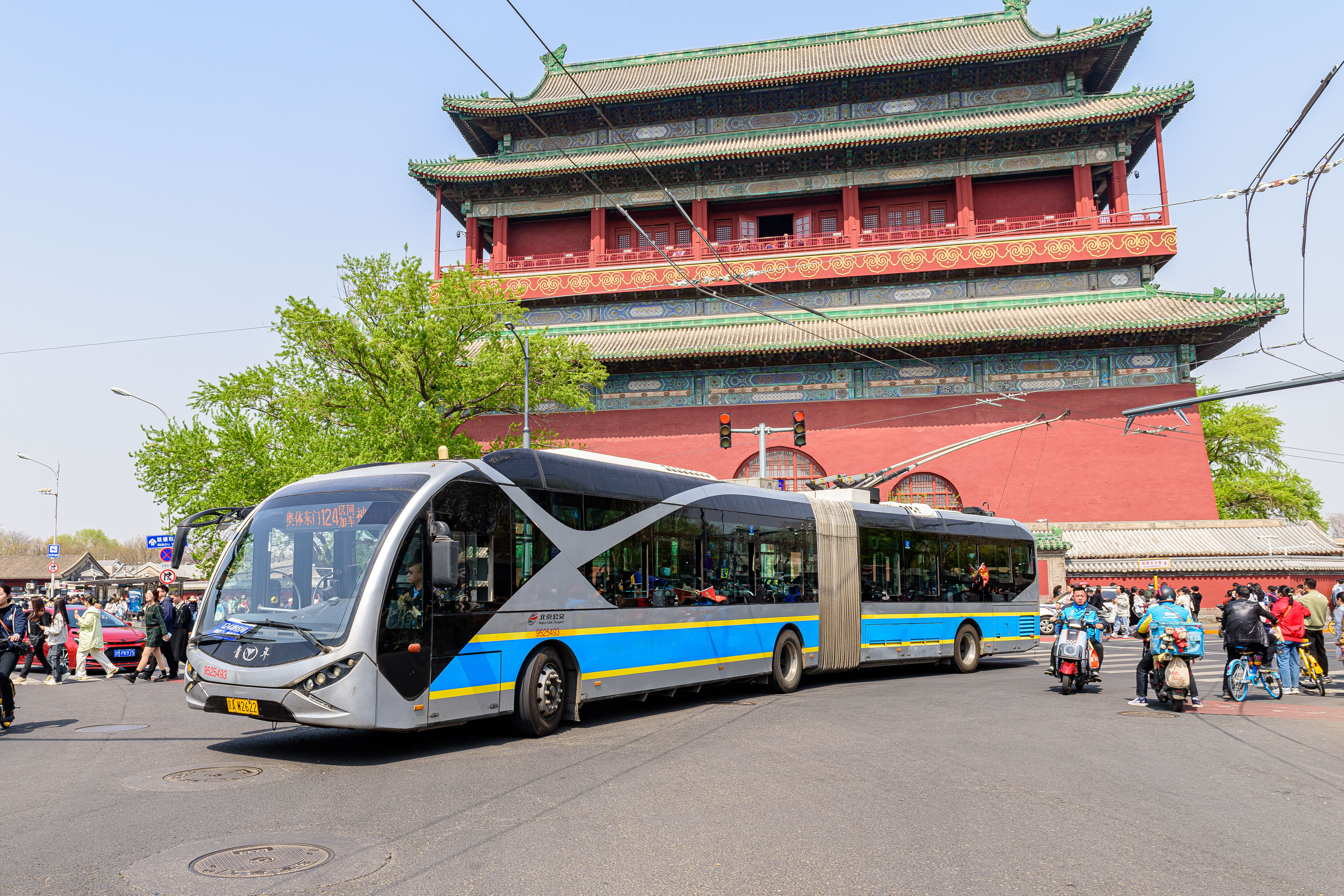
鼓楼与無軌電車

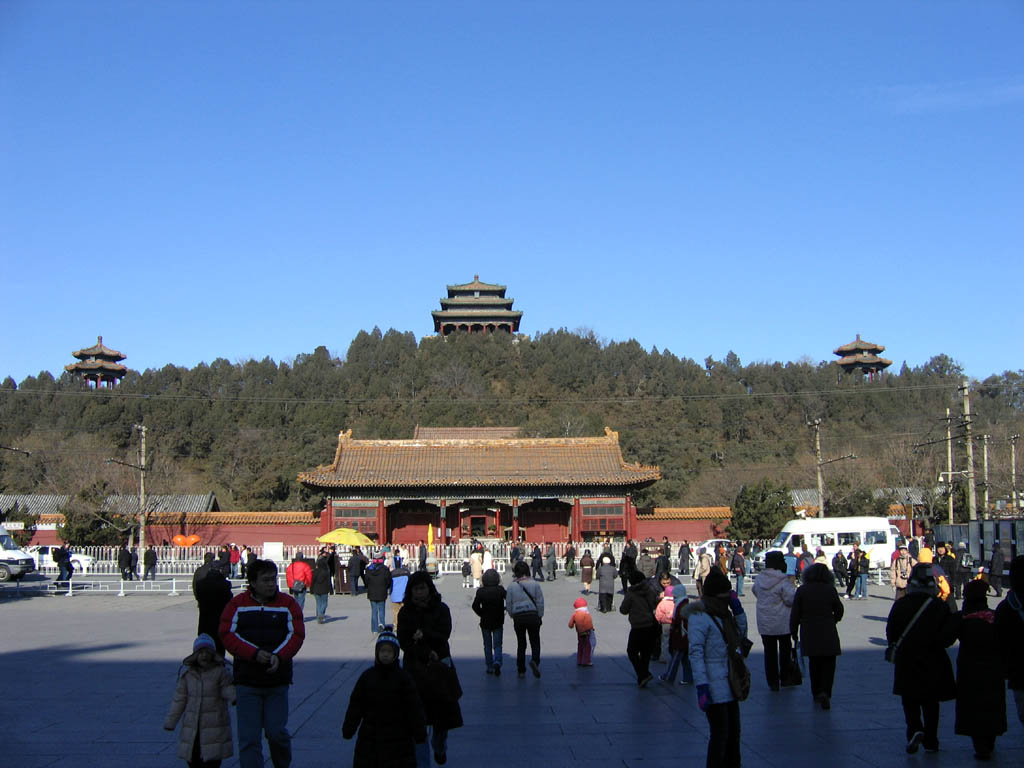
万春亭和景山门

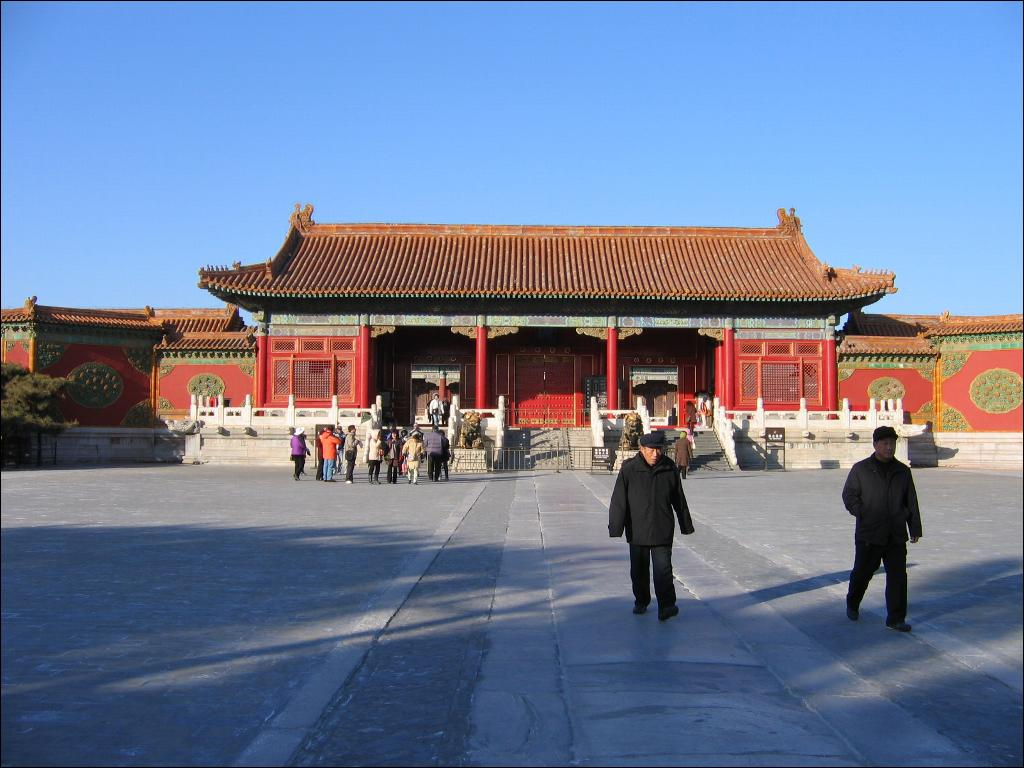
乾清门

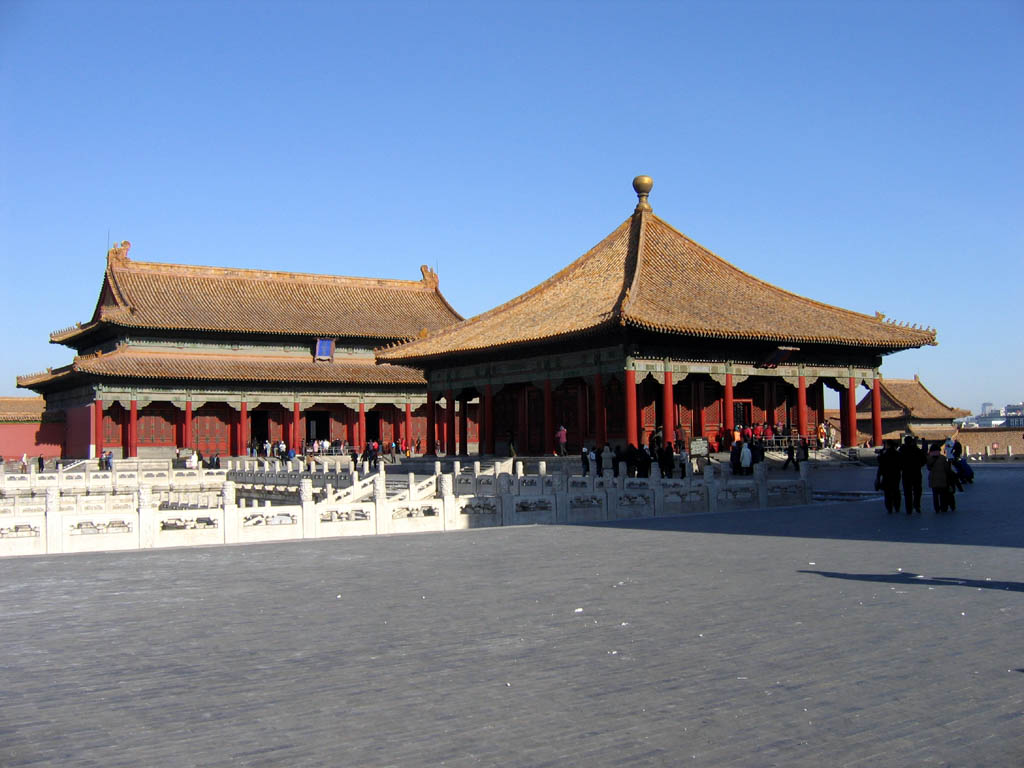
保和殿和中和殿

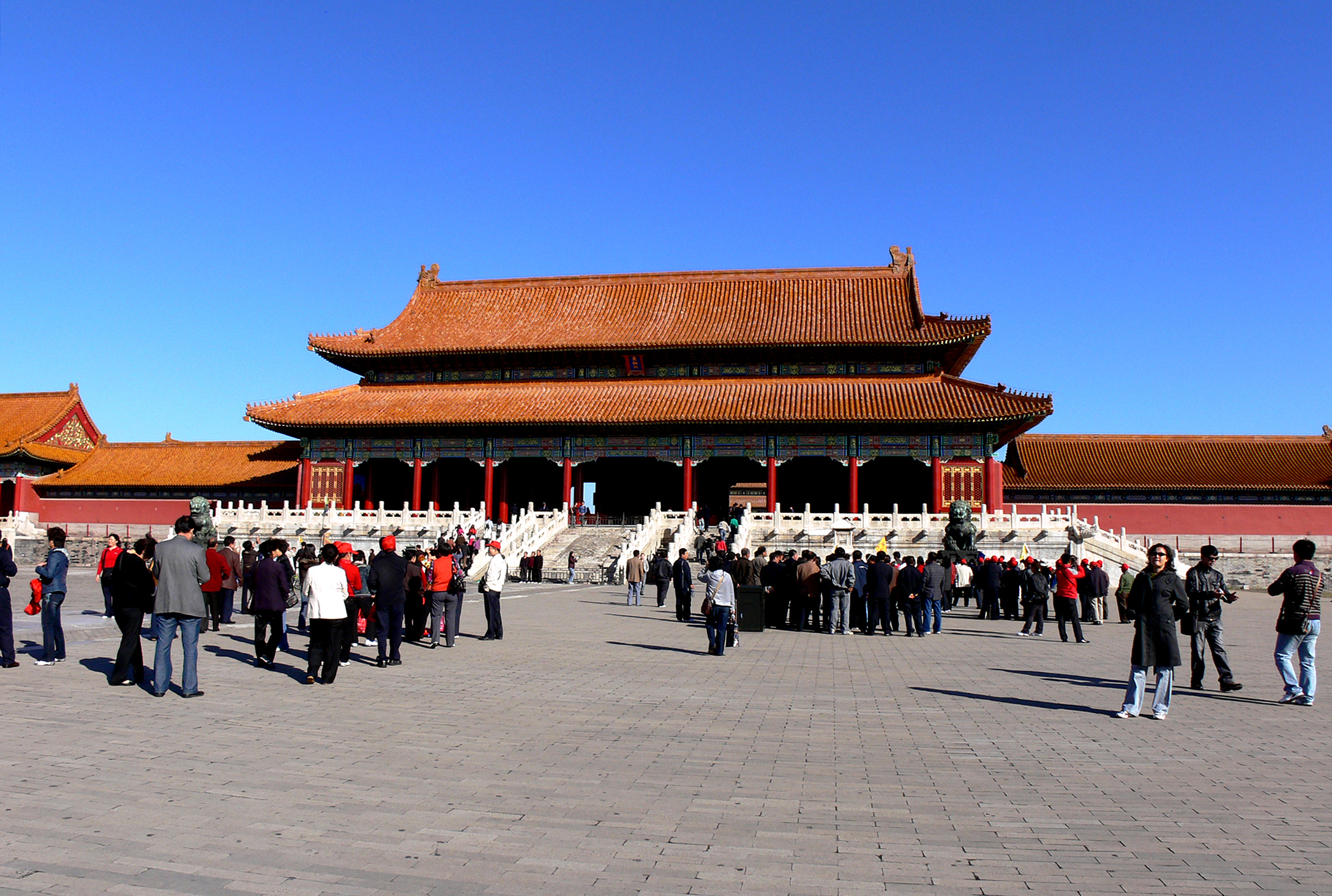
太和门

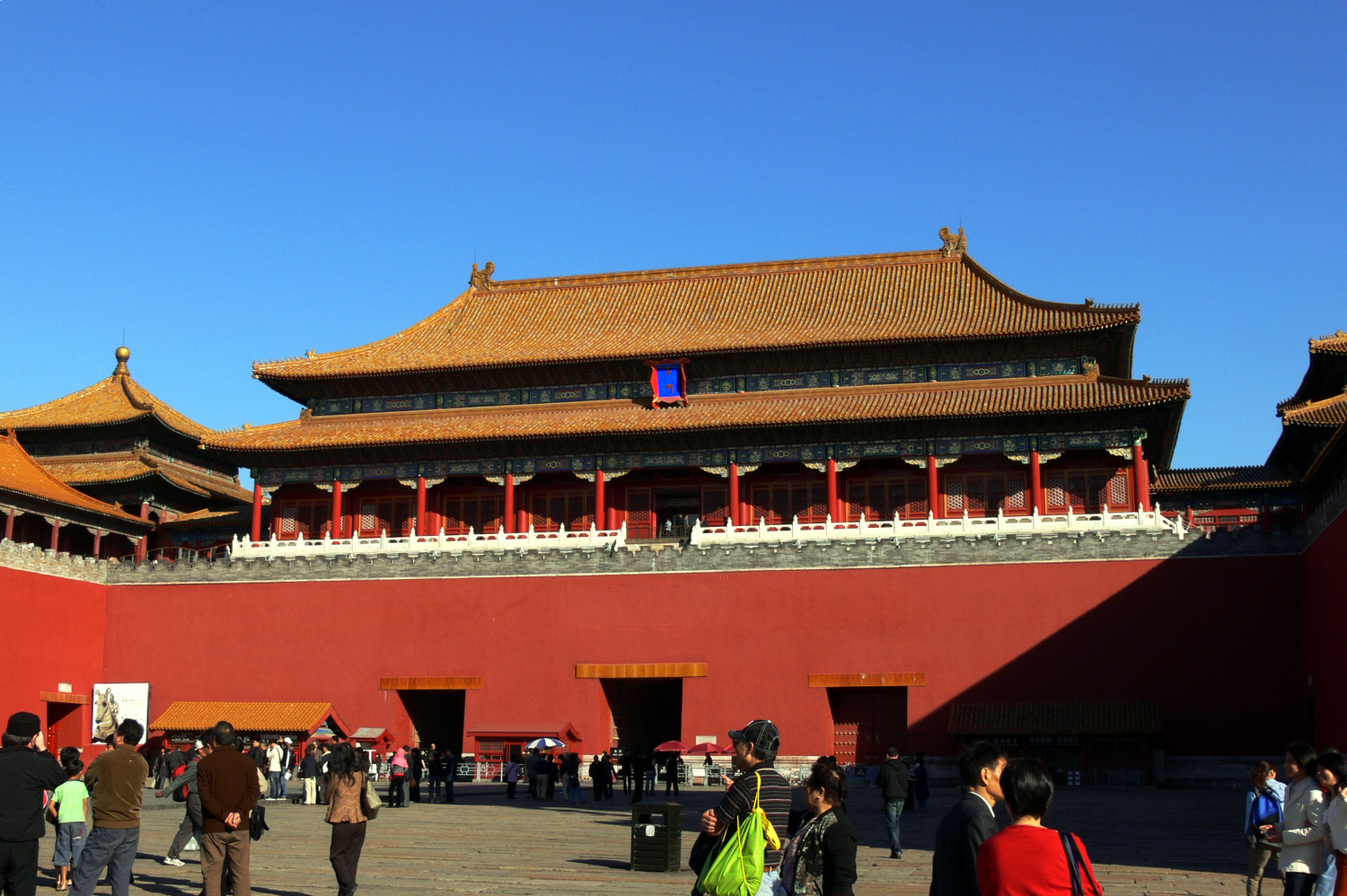
午门

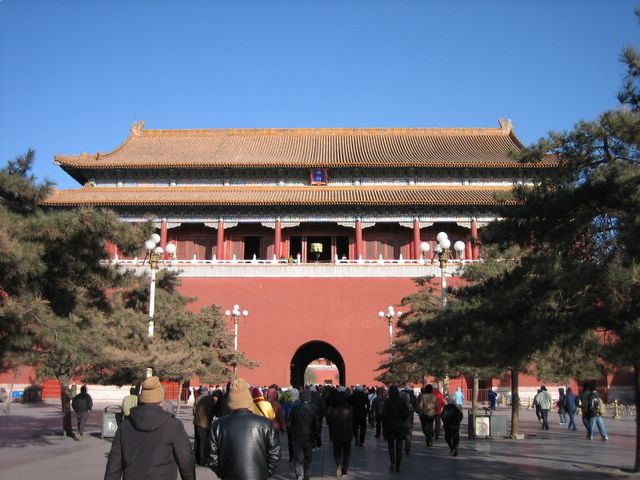
端门

北京中轴线位于明清北京城中心，贯穿老城南北，由15处遗产构成要素构成，是统领整个明清北京城规划格局的建筑与遗址的组合体，2024年7月被联合国教科文组织评定为世界遗产。北京中轴线由古代皇家宫苑建筑、古代皇家祭祀建筑、古代城市管理设施、国家礼仪和公共建筑、居中道路遗存组成，始建于13世纪，成型于16世纪，此后不断完善，历经逾7个世纪，形成了秩序井然、气势恢宏的的城市建筑群，见证了影响中国都城营建传统两千余年的理想都城秩序。

## 历史

### 元
在元代，元大都城墙即为左右对称，南边正门丽正门即在中轴线上。皇城坐落在中轴线上，也是左右对称的。
但自皇城以北，中轴线向西偏斜2°。在这个偏斜中轴线上的地安门向西偏离子午线200多米，而元大都的钟鼓楼已向西偏离子午线近300米。这个偏斜的中轴线顺延270余公里后，即为忽必烈入主中原前的国都元上都（今锡林郭勒盟正藍旗上都镇）。

### 明清
除西直门以北北京城墙的一角外，明清北京城基本按元代的中轴线对称（从卫星地图上看北京故宫可以明显发现其西斜），但北部偏斜的中轴线被矫正过来。
明清北京城的中轴线上建筑从南往北依次为：永定门箭楼（1957年拆除）、永定门城楼（1957年拆除，2005年重建）、天桥（1934年拆除，后重建）、正阳桥坊（五牌楼）、正阳门（前门）箭楼 、正阳门城楼 、中华门（明称大明门，清称大清门，民国时改为中华门，1954年拆除）、天安门、端门、故宫（午门、太和门、太和殿、中和殿、保和殿、乾清门、乾清宫、交泰殿、坤宁宫、坤宁门、御花园、钦安殿、顺贞门、神武门）、景山（北上门（1956年拆除）、景山门、绮望楼、万春亭、寿皇门、寿皇殿）、地安门（1954年拆除）、万宁桥、鼓楼和钟楼。
从这条中轴线的南端永定门起，就有天坛─先农坛、东便门─西便门、崇文门─宣武门、太庙─社稷坛、东三座门─西三座门、长安左门─长安右门、东华门─西华门、东直门─西直门、安定门─德胜门以中轴线为轴对称分布。中国著名建筑大师梁思成先生曾经说：“北京的独有的壮美秩序就由这条中轴线的建立而产生。”
故宫的建筑多数东西对称。太和殿等主要建筑坐落在中轴线上。
人们在后门桥的河泥裡发现石老鼠（地支子鼠），在前门附近的河里发现石马（地支午马），据说这是北京中轴线（子午线）的标志物。

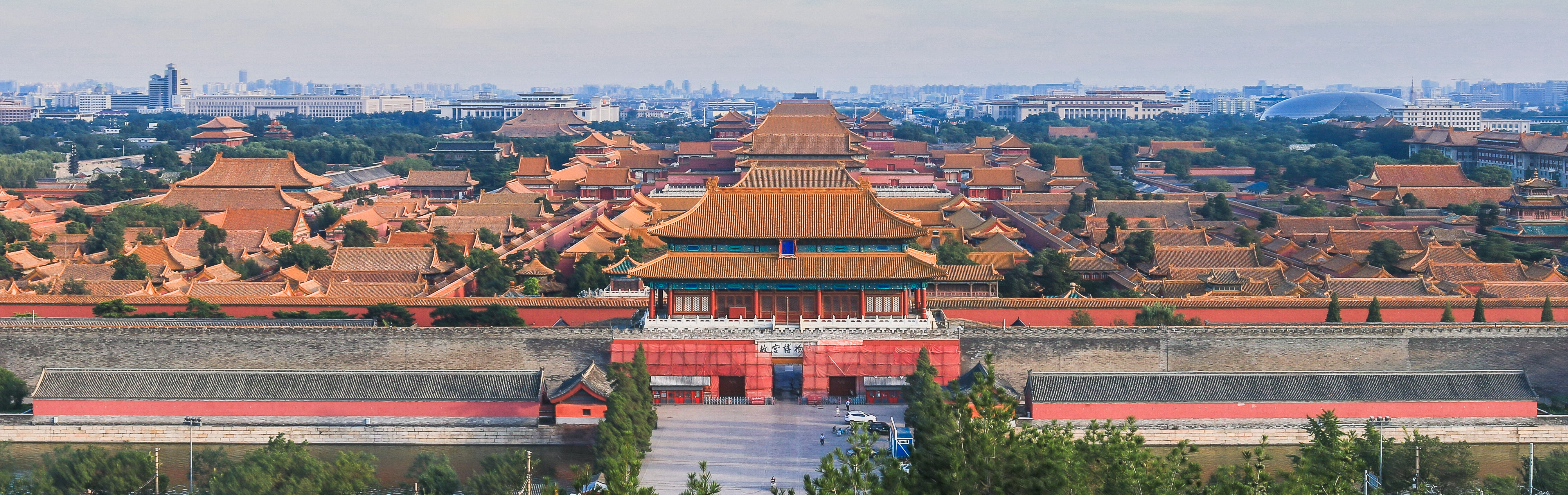
故宫（紫禁城）的全景视图

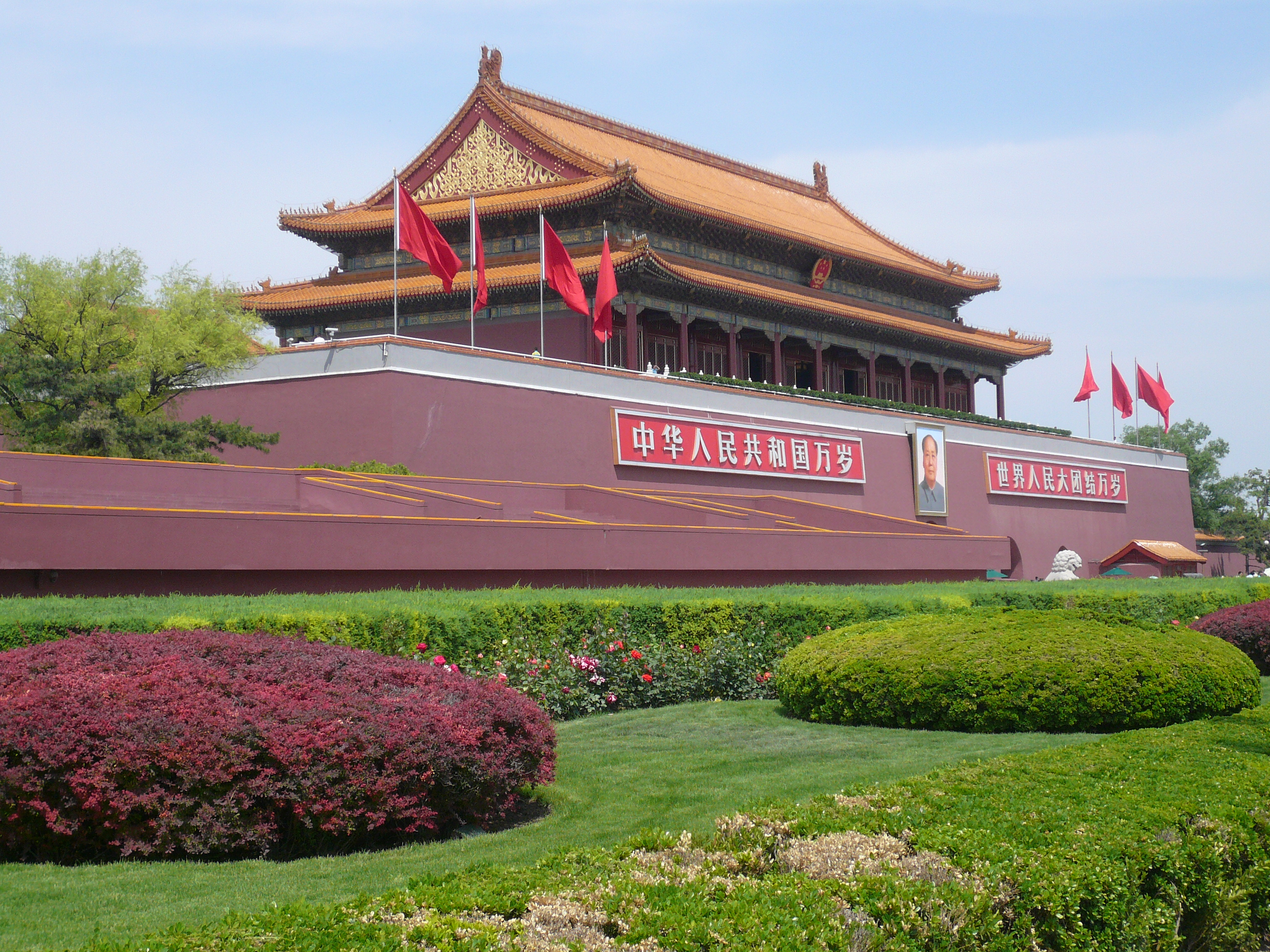
天安门

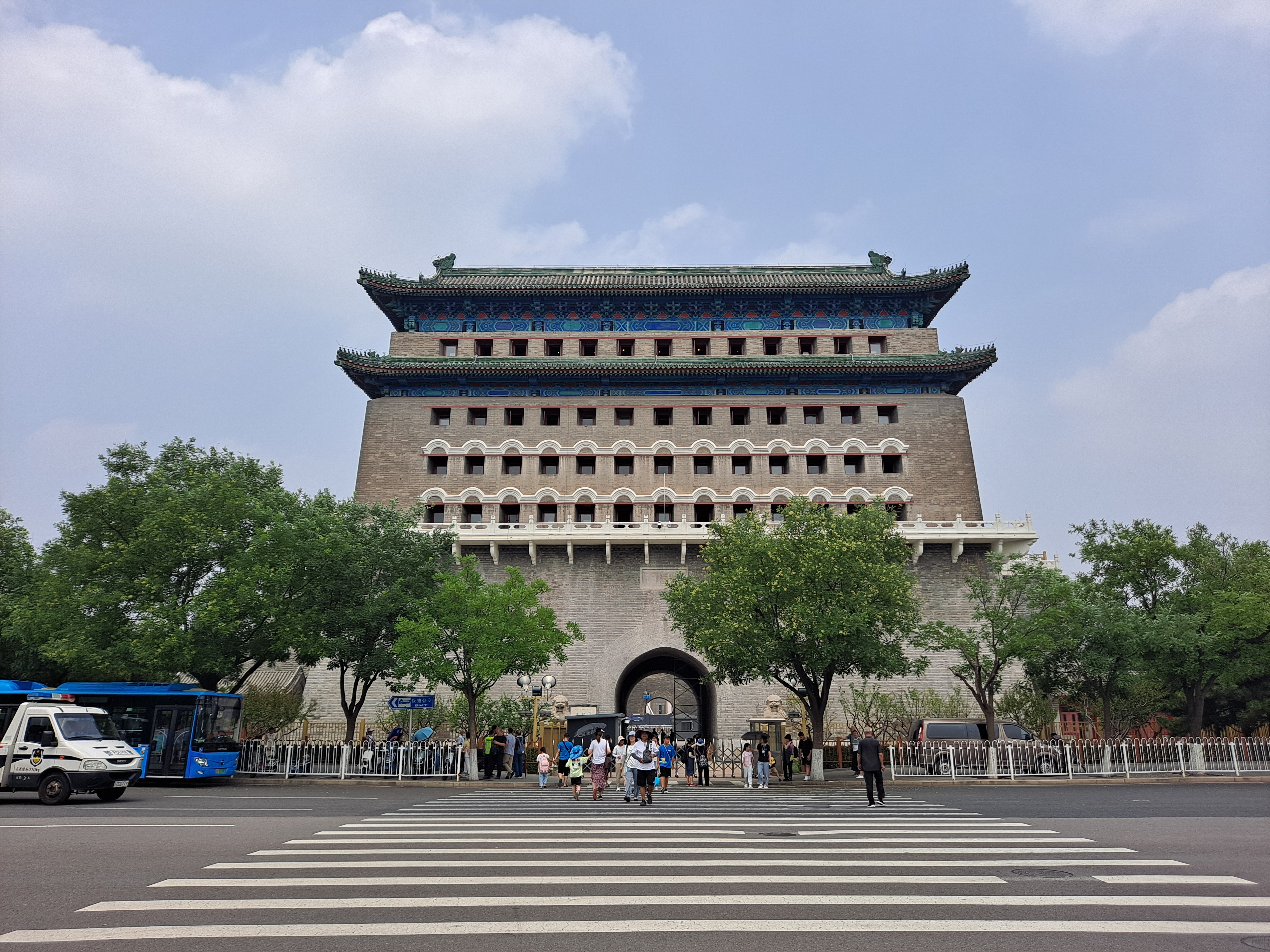
正阳门箭楼

### 中华民国
民國時期，北京（北平）中軸線並無太大變動，北洋政府時期拆除天安門前的千步廊及前門甕城。

### 中华人民共和国

#### 中轴线的拆除与复建
在建國初拆除北京城的運動中，中軸線的永定門城樓（已复建）及甕城（计划复建）、天橋（已复建）、正陽橋牌樓（前門五牌樓，已复建）、正陽橋、中華門、北上門、地安門（其雁翅楼已复建）均被拆除。

#### 改造天安门广场
1949年开国大典上使用的旗杆即屹立在中轴线上。
1952年，北京拆除长安左门、长安右门，1954年，北京拆除中华门，使得天安门广场扩大到现在的规模。广场中央建造人民英雄纪念碑，东西两侧则是基本对称的人民大会堂（西侧）、中国国家博物馆（东侧）（原为中国革命博物馆及中国历史博物馆）。
1976年毛泽东逝世之后，在原中华门的位置建造毛主席纪念堂。

#### 中轴线北延
北京申办1990年亚运会成功之后，为了连接城市中心和亚运村，北京在二环路钟鼓楼桥引出鼓楼外大街，向北至三环后改名为北辰路，这条路成为北京中轴线的延伸。西边建造中华民族园，东边则是奥体中心。
北京申奥成功后，中轴线再次向北延长，成为奥林匹克公园的轴线。东边建造国家体育场“鸟巢”，西边则是国家游泳中心“水立方”。这两个建筑一圆一方，体现中国古代天圆地方的思想。
再向北，穿过奥林匹克公园，到达奥林匹克森林公园，该公园中间的仰山、奥海均在中轴线上。
奥林匹克公园中轴线地下已有北京地铁8号线，该线目前为贯穿北京南北中轴线地下交通大动脉（什刹海至前门段位于中轴线以东）。
中轴线再进行北延的设想已经出现，计划把奥林匹克森林公园和往北的一系列森林公园连片，形成一个新的奥林匹克森林公园，一直向北延伸到北六环。但具体规划尚未出台。

#### 南中轴治理计划

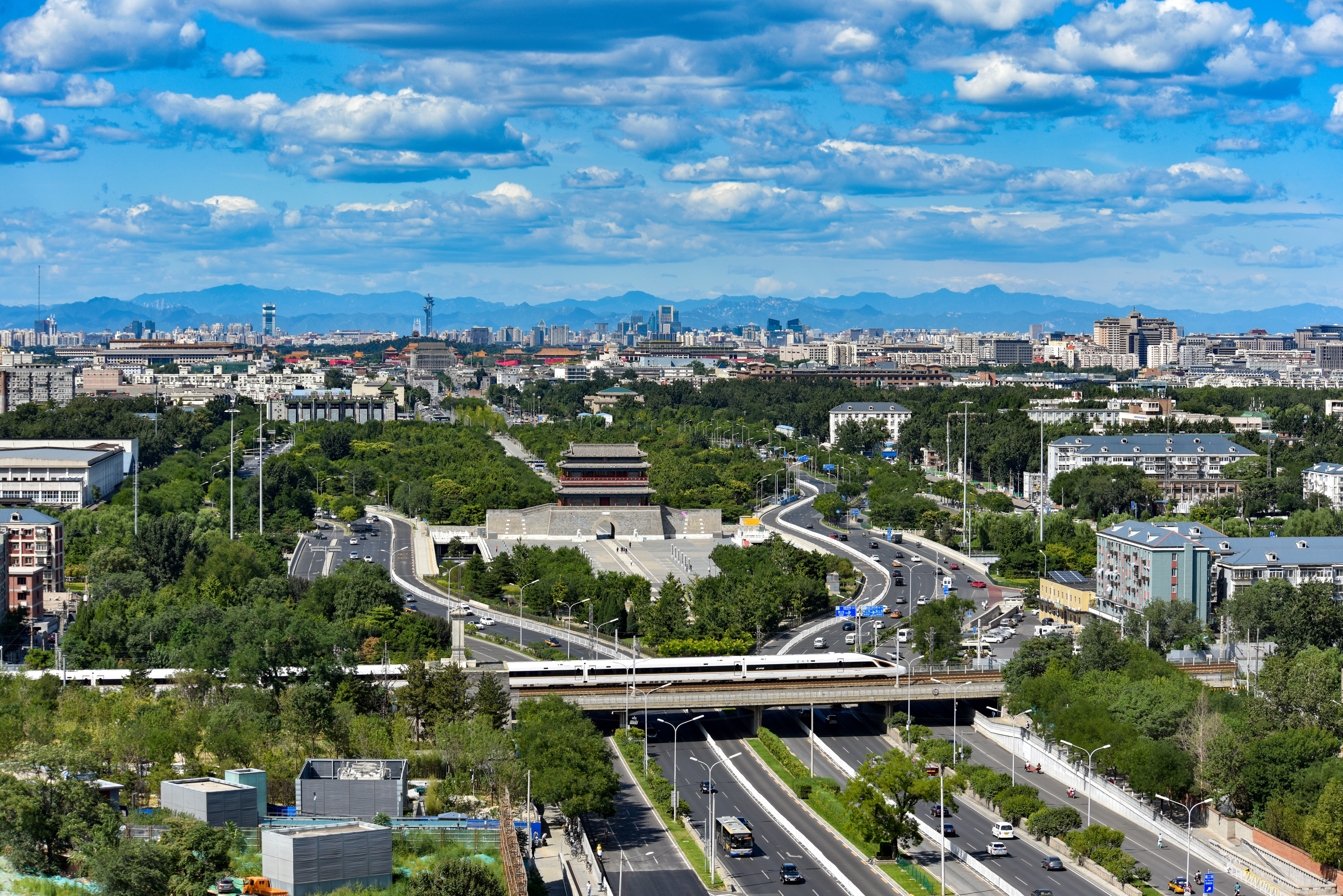
2019年从永定门外拍摄的中轴线

2003年，北京市启动南中轴治理计划。对前门以南的道路进行改造。
2008年，南中轴快速公交全线贯通，自前门至德茂庄，全程15.8公里。
2018年，北京市面向全球征集南中轴线规划方案。

#### 前门大街改造
2007年5月9日，前门大街前门至珠市口段开始改造，2008年5月28日完工，同年8月7日对外开放。改造工程重现前门大街明末清初的建筑风格。改造恢复前门大街的有轨电车“铛铛车”，2009年元旦开始运营。

## 遗产保护

### 申遗
截至2018年6月2日，《北京中轴线申遗保护规划》、《北京中轴线申报世界遗产文本》、《北京中轴线申遗综合整治规划纲要》（后文简称《纲要》）已编制完成，而据《纲要》确定的《2018年中轴线申遗综合整治重点任务》提出了文物腾退类11项、文物修缮类7项、风貌整治类8项、文化设施类1项的任务清单。目前市文物局正在编制《北京中轴线申遗综合整治规划实施计划》，将对中轴线遗产点和遗产环境内的文保单位保护、道路景观塑造、历史水系恢复、视廊对景保护、天际线控制、色彩体量和屋顶形式控制、历史街区风貌提升与民生改善、文化展示、遗产管理等方面按照近、中、远期提出不同阶段的整治和实施要求。刚刚启动编制的《北京中轴线申遗风貌设计管理导则》将对重要节点、沿街立面、整改地块和缓冲区通则提出设计、管理方案，并将加强对老城中轴线申遗核心区内新建项目外形、体量、业态的把控。
2021年7月17日下午，由国家文物局和北京市人民政府共同主办的第44届世界遗产大会“城市历史景观保护与可持续发展”边会在福州海峡文化会展中心举办，并介绍“北京中轴线”保护管理和申遗研究成果。
2024年7月27日，北京中轴线以「北京中轴线——中国理想都城秩序的杰作」之名正式入選世界遺產，包括中轴线上的15个地点。

### 保护措施
法律上，2022年5月25日，北京市第十五届人民代表大会常务委员会第三十九次会议通过了《北京中轴线文化遗产保护条例》，2022年10月1日起正式施行。
政府管理规划上，2023年1月28日，北京市人民政府常务会议审议通过《北京中轴线保护管理规划（2022年-2035年）》，旨在保护与传承此文化遗产的价值。该《规划》以保护世界遗产的规格保护中轴线，从多个方面提出了管理需求和方式。
数字保护上，2023年6月，北京中轴线官网发布了“数字中轴-时空舱”，在线上用4D技术展示北京中轴线，涵盖选址、规划、历史变迁等方面。

## 列入世界文化遗产的地点
北京中轴线有15个地点被列入「北京中轴线——中国理想都城秩序的杰作」系列遺產当中。
- 钟鼓楼
- 万宁桥
- 景山
- 故宫
- 端门
- 太庙
- 社稷坛
- 天安门
- 外金水桥
- 天安门广场及其建筑群
  - 人民英雄纪念碑
  - 毛主席纪念堂
  - 国家博物馆
  - 人民大会堂
- 正阳门
- 中轴线南段道路遗存
- 天坛
- 先农坛
- 永定门

## 中轴线道路
- 北辰路 至 奥林匹克森林公园
- 鼓楼外大街
- 地安门外大街 至 鼓楼和钟楼，到二环路
- 地安门内大街 至故宫、景山
- 中華路 故宫午門至天安门
- 前门大街
- 天桥南大街
- 永定门内大街
- 永定门外大街
- 南苑路
- 南中轴路(228省道)